# Janish Bakiyev
Janysh Bakiyev (em quirguiz: Жаныш Салиевич Бакиев, Zhanysh Saliyevich Baqiyev; nascido em 16 de março de 1958, no distrito de Suzak) é o ex-chefe do Serviço de Segurança Estatal do Quirguistão e irmão do ex-presidente Kurmanbek Bakiyev.
Em Setembro de 2006, Janybek demitiu-se do cargo de chefia da inteligência depois de ter sido implicado em plantar heroína na bagagem do principal líder da oposição, Omurbek Tekebayev, que mais tarde foi detido na Polônia.
Os políticos quirguizes acusam regularmente Janysh Bakiyev de manipular as operações ilegais das agências de aplicação da lei contra a oposição e de ser o braço forte do seu irmão presidente.
Janish Bakiyev tornou-se procurado pelas autoridades do novo governo do país após a deposição de seu irmão e afirma-se que ele, como chefe da guarda presidencial, autorizou o tiroteio que matou dezenas de manifestantes durante a Revolta Quirguiz em 2010, bem como autorizou o assassinato por encomenda de Medet Sadyrkulov, ex-chefe de gabinete presidencial. Janish afirmou numa entrevista à Agência de Imprensa Azeri em 19 de abril de 2010, que não se renderá ao governo interino. Juntamente com outros membros do clã Bakiyev, Janish vive atualmente na Bielorrússia, de onde as autoridades se recusam a extraditá-lo.
Em 13 de fevereiro de 2013 um tribunal militar o condenou à revelia à prisão perpétua pelo assassinato de Medet Sadyrkulov. Em outro julgamento, em 27 de novembro do mesmo ano, recebeu outra condenação de prisão perpétua por organizar um assalto a banco em 2005 durante os eventos que resultaram na deposição do presidente Askar Akayev e que conduziram Kurmanbek ao poder.